# دموکراسی الکترونیکی
دموکراسی الکترونیکی (e-Democracy) عبارت است از بهره‌گیری از تکنولوژی اطلاعات و ارتباطات و استراتژی‌های مرتبط با آن توسط «نهادهای دموکراتیک» در فرایندهای سیاسی که از یک شورای محلی تا سطح بین‌المللی قابل توسعه است.
نقش آفرینان و نهادهای دموکراتیک در این زمینه به ترتیب اهمیت عبارتند از: شهروندان / رای‌دهندگان، سازمان‌های سیاسی، رسانه‌ها، مقامات منتخب، و دولت‌ها.
به مانند دموکراسی، دموکراسی الکترونیکی در شکل ایده‌آل خود، یک دموکراسی مستقیم است و در شکل عملی نمونه‌ای است محدود شده تر از دموکراسی سنتی.
در تعریفی محدودتر، دموکراسی الکترونیکی به مکمل‌های تکنولوژیکی در یک نظام جمهوری گفته می‌شود که بعنوان نمونه می‌توان از بهره‌گیری از فناوری اطلاعات و ارتباطات و استراتژی‌های مرتبط با آن در فرایندهای سیاسی و حکومت داری یاد کرد.
در تعریفی برجسته تر، عبارت دموکراسی الکترونیکی برای ارجاع به هرگونه فعالیت سیاسی که در آن از اینترنت استفاده شود، به کار گرفته می‌شود. بازیگران اصلی در دموکراسی الکترونیکی عبارتند از: دولتها، افراد منتخب از طریق انتخابات، رسانه‌ها، سازمان‌های سیاسی، شهروندان و رأی دهندگان.
مقصود کسانی که «دموکراسی الکترونیکی» را به عنوان مکملی برای یک نظام جمهوری قلمداد می‌کنند عبارتست از مشارکت فعال تر و گسترده‌تر شهروندان در دموکراسی نیابتی امروزی، از طریق اینترنت، ارتباطات تلفن همراه و دیگر فناوری‌ها، که در کنار مشارکتهای مستقیم و دیگر روش‌های مشارکتی شهروندان، بمنظور پرداختن بیشتر و بهتر به چالش‌های عمومی جامعه قرار می‌گیرند.

## ابزار و انواع
در چهار سال اخیر، دموکراسی الکترونیکی رشد چشمگیری داشته‌است. در حالی که در کشورهای مختلف دنیا، شهروندان، انتظارِ داشتنِ حق دسترسی آزاد به اطلاعات شفاف را دارند، در کشورهای توسعه یافته، پلت فرم‌هایی توسط بخش‌های دولتی و بخش خصوصی ارائه می‌شوند، که راه را برای تعامل هر چه بهتر شهروندانشان هموار می‌سازد.
به منظور توسعه پلت فرم‌ها و درگاه‌ها در بخش دولتی، حکومت‌ها مختارند که در قالب درون-حکومتی این پلت فرم‌ها را توسعه و مدیریت کنند، برون‌سپاری نمایند یا قرارداد سرمایه‌گذاری امضا کنند.
سه شرکت govONE, First Data Government Solutions و Nicusa.com را می‌توان در زمرهٔ پرچم داران توسعه دموکراسی الکترونیکی در آمریکا برشمرد.
شبکه‌های اجتماعی فضاهای نوظهوری برای دموکراسی الکترونیکی محسوب می‌شوند، در کنار آنها می‌توان به ابزارهای تکنولوژیک مرتبط مانند نقشه‌های برهان و در نهایت وب معنایی نیز اشاره کرد. دیگر ابزار توسعه، ترکیبی است از ارتباطات باز ناشی از شبکه‌های اجتماعی و ارتباطات سازمان یافته ناشی از پنل‌های بسته تر (مثل متخصصان یا سیاستمداران و سیاستگذاران). موارد ذکر شده به عنوان پله‌های مهمی در بالندگی مفهوم دموکراسی الکترونیکی می‌باشند.
اساس و فلسفه شبکه‌های اجتماعی، بر مبنای محیط شهروندی است و لذا قاعده بازی و تعامل دولت با شهروندان بر مبنای همین ضوابط محیط شهروندی باید باشد. طرفداران دولت الکترونیک بر این باورند که استفادهٔ دولت از شبکه‌های اجتماعی به عنوان یک واسطه کمک می‌کند که دولت بیشتر شبیه به مردمی که به آنها خدمت می‌کند، عمل نماید.
نمونه‌های به‌کارگیری این روش توسط یکی از ایالتهای آمریکا در The Official Commonwealth of Virginia Homepage را می‌توانید دنبال کنید. در این نمونه، شهروندان می‌توانند از ابزارهای Google و فروم Open social بهره ببرند.
در فضای دموکراسی الکترونیکی، دولت و ضابطین آن همچینین این فرصت را دارند تا دیدگاه‌های شهروندان را به منظور پایش سطح رضایتمندی آنها در مورد خدمات دریافتی، دنبال نماید.
از طریق ListServs, RSS feeds، پیامک، سرویس‌های میکروبلاگینگ و وب‌نوشت، دولت و ضابطین آن می‌توانند اطلاعاتی را با آن دسته از شهروندان که خواسته‌ها و نگرانی‌های متداول خود را مطرح کرده‌اند، به اشتراک بگذارند.
امروزه در دنیا برخی از نمایندگان دولتی در حال شروع به استفاده از توئیتر هستند تا با امکان اطلاع‌رسانی ساده‌ای که Twitter در اختیارشان قرار می‌دهد، دنبال کنندگان خود را در جریان اخبار قرار دهند. برای مثال در ایالت رودآیلند آمریکا، خزانه دار ایالت روزانه جریان نقدی را توئیت می‌کند.

## اینترنت ابزاری برای کارزار (کمپین)های سیاسی-اجتماعی
هزینه پایین تبادل اطلاعات بر روی اینترنت و همچنین سطح بالای دسترسی به اطلاعات که محتوای تحت وب به صورت بالقوه دارا هستند، اینترنت را به یک رسانه جذاب برای تبادل اطلاعات سیاسی، بخصوص در میان گروه‌ها، احزاب و قشرها اجتماعی و سیاسی با بودجه‌های کم، تبدیل کرده است.
برای مثال، گروه‌های فعال در زمینه معضلات زیست‌محیطی یا اجتماعی ممکن است که اینترنت را به عنوان مکانیسم ساده‌تری به منظور آگاهی رسانی دربارهٔ مسائل خود، در مقایسه با رسانه‌های سنتی مانند تلویزیون یا روزنامه که نیاز به سرمایه‌گذاری مالی سنگین دارد، بیابند. با توجه به همه این عوامل، اینترنت پتانسیل آن را دارد که بر برخی رسانه‌های سنتی مرتبط با ارتباطات سیاسی، از قبیل تلفن، تلویزیون، روزنامه و رادیو، فائق آید. جامعه مدنی تدریجاً به جهان آنلاین نقل مکان کرده است.
مثال دیگر، openforum.com.au یک پروژه غیرانتفاعی استرالیایی درزمینه دموکراسی الکترونیکی است که سیاستمداران، کارکنان ارشد دولتی، دانشگاهیان، صاحبین مشاغل و دیگر افراد ذی‌نفوذ را برای مشارکت در مباحث سطح بالای سیاسی دعوت می‌نماید.